# Дворец Ланского

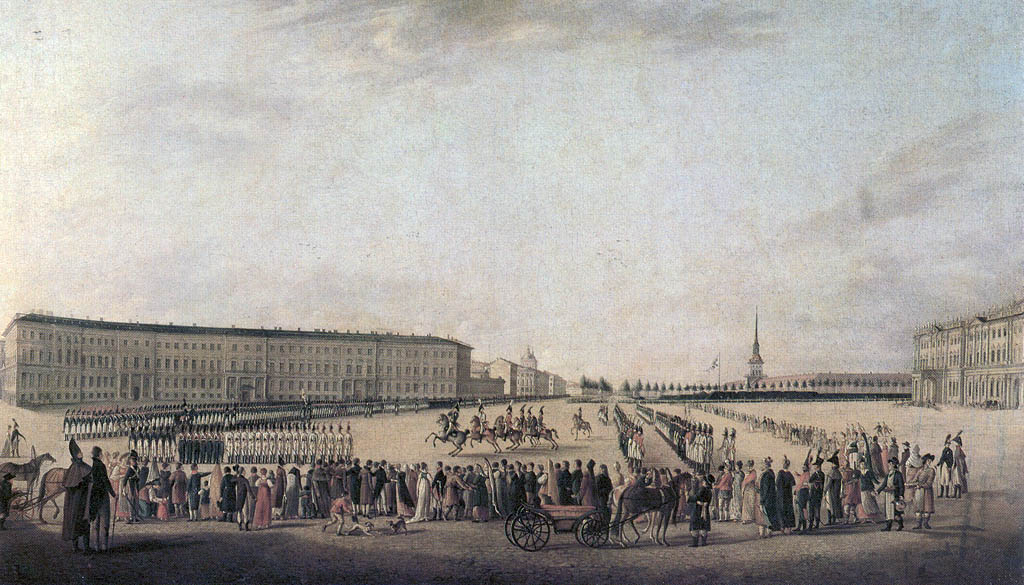
Развод караула на Дворцовой площади И. Г. Майра, Дворец Ланского виден слева

Дворец А. Д. Ланского — располагался по адресу Дворцовой площади № 10, в Санкт-Петерубрге до того, как был перестроен в западный корпус здания генерального штаба. Дворец был построен в 1784 году по проекту архитектора Юрия Фельтена для фаворита Екатерины II — Александра Ланского, который однако не дожил до окончания строительства.
Часть корпусов дворца досталась родственникам Ланского — Кушелёвым, которые устроили там роскошный театр, проработавший до начала XIX века. Западный корпус принадлежал Якову Брюсу, затем он достался советнику Кусовникову, при котором там открылись фешенебельная гостиница и ресторан.  
Дома Кушелёвых и Кусовникова затем были выкуплены для организации там Главного штаба. При строительстве здания штаба, внутренняя планировка бывшего дворца Ланского была сохранена.  

## История
Известно, что по типовому проекту Юрия Фельтена с 1780 по 1784 года были построены три здания, внешне очень схожих друг на друга и формировавших единый фасад, но с разной внутренней отделкой. Проект зданий был утверждён императрицей Екатериной II, которая хотела сформировать архитектурный ансамбль Дворцовой площади. Центральный корпус  украшал портал дорического ордера и антамбимент ордера коринфского. Дворец формировал западную часть дуги между Адмиралтейским и Невским проспектами на месте будущего западного корпуса Главного штаба. 
Сведения о ранних владельцах трёх корпусов противоречивы. Известно, как минимум, что два корпуса здания предназначались фавориту императрицы  — Александру Ланскому, который в свою очередь на государственные деньги заключил контракт на внутреннюю отделку дворца в 1783 году. Внутренней отделкой полов, дверей и резьбой по рисункам Фельтена занимался Христиан Майер, изготавливавший деревянные изделия для царских резиденций Екатерины. Ланский скоропостижно скончался в 1784 году, незадолго до того, как была выполнена большая часть работ.  
Вероятно дворец или его часть изначальна принадлежали Якову Александровичу Брюсу, в одном из корпусов он прожил до своей смерти. Владение двух других корпусов почившего Ланского Екатерина выкупила в казну, один корпус, выходивший частично на Малую Милионную улицу был отдан Елизавете Дмитриевне Кушелевой, урождённой Ланской, сестре фаворита Ланского. Корпус, смотревший фасадом на площадь — был передан её дочери — Авдотье Ивановне, жене статс-секретаря Александра Молчанова. Большая часть дома Кушелёвой была снесена при прокладке большой Морской улицы. 
Уже в 1816 году Дома Брюна, Кусовникова и Кушелёвой были выкуплены за 600000 рублей ассигнациями для организации Главного штаба. По проекту зодчего Карла Росси с 1819 по 1821 года году оба дома были перестроены в единое здание, где проходила служба будущего декабриста Трубецкого, затем здание наряду домом гвардейского штаба и домом экономического сообщества стало частью здания Генерального штаба, чьё строительство завершилось в 1828 году. Бывший дворец Ланского подвергся минимальной перепланировке и была сохранена внутренняя отделка дворца.

## Дома Кушелёвой — Молчанова
Кушелёвы владели двумя корпусами дворца вплоть до 1819 года, когда их выкупили в казну для перестройки в штаб. Резиденция дочери Кушелёвой также называлась именем её мужа сенатора Молчанова. В домах Кушелёва  — Молчанова устраивали роскошные маскарады. Со слов Булгарина — Кушелёвский дом для Петербурга представлял собой то же, что и Пале-Рояль для Парижа, но в миниатюре, тут также располагались помимо театра трактиры и лавки.
Остатки бывшего дома Кушелёвой ныне соприкасаются с западной стороной арки Главного штаба. Флигели дома можно увидеть, обойдя подворотню дома 1 на Большой морской. Сохранившаяся часть дома выходит на небольшую парадную.
Молчановский дом имел роскошный вход, который был украшен бронзовым орнаментом и балконом с мраморными перилами. Ворота среднего корпуса оформляли четыре колонны из красного мрамора на гранитных постаментах. Выходящие под ворота окна были украшены серым мрамором, оформленным украшениями из золочёной бронзы. Сегодня на этом месте сохранились ворота

### Кушелевский театр
За заднем дворе был размещён Новый (Кушелевский) театр, построенный по проекту архитектора Винченцо Бренны. Он также был известен, как Немецкий театр, так как в нём выступала немецкая труппа. Кушелевский был одним из крупнейших театров в городе, мог вмещать около тысячи человек.
Вход в театр украшали две пары колонн на гранитных пьедесталах, на которых располагался балкон. На бельэтаж можно было попасть по широкой полукруглой гранитной лестнице. Дорога в театральный зал шла через несколько помещений для проведения маскарадов и концертов. Зал был двухъярусным, включал партер и амфитеатр. Он был расписан российско-императорским театральным живописцем господином Дранше. Зал театра представлял собой сад со шпалерой с просвечивающей листвой и посаженными вокруг деревьями, образовывавшими свод. В оформлении зала также принимали участие многие столичные художники.
Городские вельможи обеспечили театральную труппу дорогими костюмами. Театр был торжественно открыт в 1796 или 1798 годах по разным данным, но сгорел в 1804 году и простоял в таком состоянии ещё четыре года. Затем Молчанов сдал его на 8 лет дирекции Императорских театров. Там вновь начала выступать немецкая труппа и пользовалась большим успехом у немецкой общины. Театр, уже известный как Новый театр — продолжал действовать и после того, как тут разместился главный штаб вплоть до 1816 года — 1819 года по разным данным. С 1811 года после того, как сгорел Большой театр — здесь начала выступать русская труппа. Со слов современников, к моменту закрытия, театральный зал выглядел тусклым и закопчённым с ветхими декорациями.

## Дом Брюса — Кусовникова
Один из корпусов дворца, соседствующий со зданием вольного эконмического сообщества принадлежал Якову Александровичу Брюсу, исполнявшему должность московского губернатора до 1786 года. Брюс прожил вплоть до своей смерти в 1791 году, соответственно этот корпус стал известен, как Дом Брюса.  
Известно, что в начале XVIII века на Дворцовой площади (на месте жилого дома для офицеров штаба) стоял одноимённый Дом Брюса — резиденция его отца Александра Брюса, где в 1731 году останавливалась императрица Анна Иоанновна, в день своего возвращения из Москвы в Петербург.  
В 1807 году дочь Брюса — графиня Мусина-Пушкина, продала здание народному советнику Кусовникову. От Дома Брюса сохранилась парадная лестница Главного штаба. Ведущая к ней парадная в прошлом выходила в подворотню, но в 1889 году была заменена новой, выходящей прямо на дворцовую площадь. О доме Брюса также напоминают внешние стены и несколько залов, украшенных по рисункам Кваренги.  

### Гостиница и ресторан
При Кусовникове в здании французом Тардифом (по другим данным — иностранцем Петром Пижоном) была открыта самая фешенебельная в городе гостиница «Европа» (фр. Hotel de l'Europe). Она прославилась роскошным убранством и богатыми интерьерами. Здесь останавливались богатые иностранцы и дипломаты, постоянно жили шведский и баварский посланники. Здесь также жил французский посол герцог Арман Огюст Луи де Коленкур незадолго до начала Отечественной войны. В 1812 году здесь на месяц останавливалась Мадам де Сталь, знаменитая французская писательница, которая сразу покинула Петербург после начала Отечественной войны. В день отъезда, её посетил будущий шестой президент США, тогда ещё американский посланник Джон Адамс. 
При гостинице Тардифом был открыт ресторан, он приобрёл славу одного из лучших рестораторов своего времени. Круглый зал гостиницы стал знаменитым, обедать также можно было на террасе. В ресторане Тардифа знаменитые тогда маскарады устраивал Француз Фельет
Его в том числе посещал Александр Пушкин, написавший следующие стихи:

Наш друг Тардиф, любимец Кома,

Поварни полный генерал...

Уже в 1812 году ресторан разорился и Тордиф уехал в Одессу и затем в Кишинёв, где продолжил заниматься ресторацией. Причиной разорения стало то, что в начале XIX века посещение ресторанов ещё не стало частью традиции петербургской интеллигенции, также ресторанные обеды были дешёвые. 

## Комментарии
1. ↑  Малая Милионная улица — название отрезка Большой морской улицы от Дворцовой площади на Невского проспекта, существовала с 1759 по 1830 годы.